# Shuto Kawai
Shuto Kawai (河合 秀人 Kawai Shuto?), född 1 oktober 1993 i Osaka prefektur, är en japansk fotbollsspelare.
Kawai började sin karriär 2016 i Gainare Tottori. Han spelade 58 ligamatcher för klubben. 2018 flyttade han till AC Nagano Parceiro. 2019 flyttade han till FC Ryukyu.